# East Hampton (villa)
East Hampton es una villa ubicada en el condado de Suffolk, estado de Nueva York, Estados Unidos. Según el censo de 2020, tiene una población de 1517 habitantes.
Forma parte del resort y zona de altos ingresos del East End de la isla de Long Island conocido como The Hamptons.

## Geografía
Según la Oficina del Censo, la ciudad tiene un área total de 12.71 km², de la cual 12.35 km² es tierra y 0.36 km² es agua.

## Demografía
Según la Oficina del Censo, en 2000 los ingresos medios de los hogares de la localidad eran de $56,607 y los ingresos medios de las familias eran de $62,500. Los hombres tenían unos ingresos medios de $41,181 frente a $37,083 para las mujeres. La renta per cápita era de $51,316. Alrededor del 8.2% de la población estaba por debajo del umbral de pobreza.
De acuerdo con la estimación 2015-2019 de la Oficina del Censo, los ingresos medios de los hogares de la localidad son de $109,250 y los ingresos medios de las familias son de $144,219. Alrededor del 12.7% de la población estaba por debajo del umbral de pobreza.